# ネルウァ
マルクス・コッケイウス・ネルウァ（ラテン語: Marcus Cocceius Nerva Caesar Augustus 35年11月8日 - 98年1月27日）は、第12代ローマ皇帝で、ネルウァ＝アントニヌス朝の初代皇帝。
フラウィウス朝断絶後の混乱の中で皇帝に即位したが、老齢で跡継ぎが望めなかった為に腹心であるトラヤヌスを王朝の後継者とした。以降、トラヤヌスの親族達により帝位は継承されていった為、新王朝成立の重要な契機を与えた存在でありながら歴代君主と血縁関係にないという特異な立場を持つ事になった。
ネルウァはユリウス＝クラウディウス朝最後の君主ネロ、及び続いて成立したフラウィウス朝に仕えて立身を果たした。ネロ帝の時代にはピソの陰謀を防いだ活躍で知られる。ネロ自害後の内乱ではフラウィウス朝を支持してウェスパシアヌス帝から71年の執政官に叙任され、その息子ティトゥスとドミティアヌスの代にも執政官に任命されるなど王朝の重臣として重用された。
ドミティアヌス暗殺後、元老院によってネルウァは皇帝に推挙された。それまで単に帝位を追認するだけの存在に成り下がっていた元老院の主導で皇帝選出が行われた初の事例となった。ネルウァ帝は既に60歳という当時ではかなりの高齢になっていた事から臨時的な皇帝就任と考えられ、主にドミティアヌス時代に迫害された人々の名誉回復に努めた。しかし軍の掌握については思うように進められず、軍の実力者であった将軍トラヤヌスを後継者にする事を交換条件に支配下に置いた。即位から15ヶ月後にネルウァ帝は病没し、トラヤヌスが義理の息子として帝位を継承した。
治世の短さに加えて人生の大半を占める即位前の記録が乏しいこともあり、ネルウァ帝についての評価は明確に定まっていない。よく見られる通俗的評価としては、自らの血縁でない人間に帝位を譲ったという逸話から「温厚で野心を持たない人物」と解釈される場合が多い。しかし近年は帝位を譲ったのは軍の圧力に屈した為であり、弱い皇帝権しか持つことができなかったという側面が強いと考えられている。とはいえ、先述した通りトラヤヌスとその血族による王朝設立に契機を与えたのは紛れも無くネルウァ帝であり、歴代君主から崇敬される王朝の祖であった。

## 生い立ち

### 出自
補充執政官の経験者である元老院議員マルクス・コッケイウス・ネルウァ（同名）とセルギア・プラウティッラの子としてイタリア本土の都市ナルニに生まれる。記録によれば30年から35年の間に生まれたとされている。姉妹のコッケイアはオト帝の兄弟であるルキウス・サルウィウス・オト・ティティアヌスに嫁いでおり、両家は親族関係にあった。
後にフラウィウス朝を開くウェスパシアヌス帝がそうであったように、ネルウァ家が属するコッケイウス氏族はイタリア本土の裕福な氏族ではあったが、上流氏族ではなかった。それでもコッケイウス氏族とネルウァ家は帝政期から突出した力を持つ勢力へと成長を遂げた。曾祖父は紀元前36年に執政官を務めた後にアシア総督となり、祖父はティベリウス帝の重臣として21年に補充執政官となりカプリ島隠棲にも同行したとされ、父はカリグラ帝時代の西暦40年に補充執政官へと指名された。また母方の叔父にあたるセルギア・プラウティッラの弟オクタウィウス・ラエナスはティベリウス帝の曾孫娘にあたるルベッリア・バッサと結婚していた。

### 帝国内での立身
宮殿に出入りし始めた頃のネルウァについて記録は殆ど残っておらず、軍や元老院で継続的に何かの役職に就いていた形跡もない。歴史の表舞台に立つのは西暦65年に法務官へ指名された時からで、先祖と同じく外交や権謀術数を得意とする政治家として活躍し始めた。彼は同年に発生したネロ帝に対する暗殺未遂事件（ピソの陰謀）を未然に防いだと言われている。謀議の暴露にどれほどの貢献をしたのかは定かではないが、この一件でネルウァは宮殿内の地位を確かなものにした。同じく貢献を認められたガイウス・オフォニウス・ティゲッリヌスやプブリウス・ペトロニウス・トゥルピリアヌスと並んで凱旋式を行う許可を受け、ネルウァの胸像が街中に飾られた。
ネロ時代の実力者として台頭したネルウァは他の重臣団の中では後に帝位を簒奪するウェスパシアヌスと親友の間柄であった。67年に起きたユダヤ戦争に出陣する際、末っ子のドミティアヌスの養育をネルウァに頼んだという逸話が残っている。他にネルウァは文才に溢れた教養家としても評判を得ており、詩人マルティアリスから「我らの時代に生きるティブッルス」と賞賛されていた。
68年7月9日、ネロが使用人エパフロトに促されて自害に及ぶと帝位と新たな王朝成立を目指した諸侯による内乱が始まった。四皇帝の年として知られる凄惨な内戦の末、勝ち残ったのはウェスパシアヌスであった。その間にネルウァが何をしていたかは不明であるが少なくとも血縁上の縁があったはずのオト帝を支持する事はなく、むしろ個人的友人であるウェスパシアヌスを支持していたと見られる。71年、恐らくはその論功行賞という形で皇帝となったウェスパシアヌス帝から執政官に叙任されている。新たな王朝を開いたフラウィウス朝にとって最初の人事で執政官に選ばれたこと、また補充執政官ではなく正規の執政官職であったことなどから、ネルウァが旧友から深い信頼を得ていたと推測される。
ところがそれからネルウァについての目立った記録は乏しくなる。恐らくは皇子となったティトゥスとドミティアヌスの兄弟の養育を担当していたと考えられるが、特筆すべき記録は残っていない。
ネルウァが史書に再び登場するのは10年以上が経過した西暦89年のドミティアヌス帝時代で、ゲルマニア・スペリオル総督のルキウス・アントニウス・サトゥルニヌスがカッティ族の支援を受けて反乱を起こした時となる。反乱は24日間で鎮圧されてサトゥルニヌスは殺害され、反乱に加担した兵士はイリリュクムへと転任させられた。この一連の事件の翌年にドミティアヌス帝はネルウァを執政官に叙任した。この背景にはかつてのピソの陰謀と同じく、ネルウァがサトゥルニヌスの反乱鎮圧に政治面で何らかの貢献をしたのではないかとする意見がある。

## 治世

### 即位の経緯

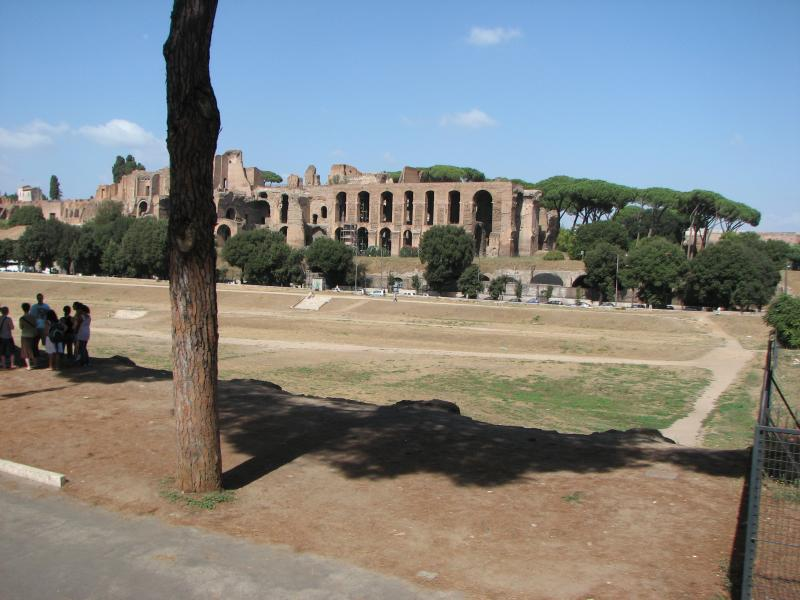
フラウィウス宮

96年9月18日、ドミティアヌス帝は宮殿内で反皇帝派の貴族達により暗殺された。「ファステ・オステエンセス」（Fasti Ostienses）に残る記録によれば、暗殺の直後に元老院は全会一致でネルウァを次の皇帝とする宣言を出した。経歴からすれば必ずしも不自然な決定ではなかったが、それでもネルウァが推薦された事については議論が行われている。何故なら彼は既に65歳という高齢になっていた事に加え、嫡男にも恵まれていなかった為である。更に上流貴族の出身かつ執政官経験者といえども決して宮殿内で目立った立場ではなく、ネルウァより実権を握っていた重臣も存在していた。
こうした事から、ネルウァこそがドミティアヌス帝殺害の首謀者ではないかと推測する歴史家も少なくない。歴史家カッシウス・ディオもネルウァが首謀者かどうかまでは不明だが、「計画を知らなかったという事はないだろう」と指摘している。同じく歴史家スエトニウスは対照的にこの事件について殆ど言及を避けており、恐らくはネルウァ＝アントニヌス朝の反感を買う事を恐れたのだろうとされている。
ともかくも帝位に推挙されたネルウァであったが、その支持基盤は脆弱な物でしかなかった。自らを皇帝に押し上げた暗殺計画の実行者達はネルウァ帝がフラウィウス朝の重臣であった事を忘れてはいなかった。明確な記録こそ残っては居ないが、歴史家達はネルウァ帝が元老院主導で選出された皇帝であったと信じている。一定の経験を持つ古参議員で、それでいて嫡男を持たないネルウァ帝は当面の臨時君主として都合が良かったと見なされた。帝位についてネルウァは、四皇帝の年を経験した事から、数時間の躊躇が生む政治的空白は内戦に繋がる事を理解していた。
暗殺、帝位推挙、即位と慌しく出来事が動いた後、ネルウァは正式にローマ皇帝として即位し、元老院によるドミティアヌスへの「名誉の抹殺」を承認した。ドミティアヌスに関する多くの公文書が破棄され、銅像は打ち壊された。その一部などは取り壊されず、代わりにネルウァ帝の顔に作り変えて再利用された。フラウィウス朝が実質的な宮殿として使用していたフラウィウス宮は「市民の元老院」と名を改めさせ、自らはフラウィウス朝の別荘を接収して宮殿とした。

### 内政

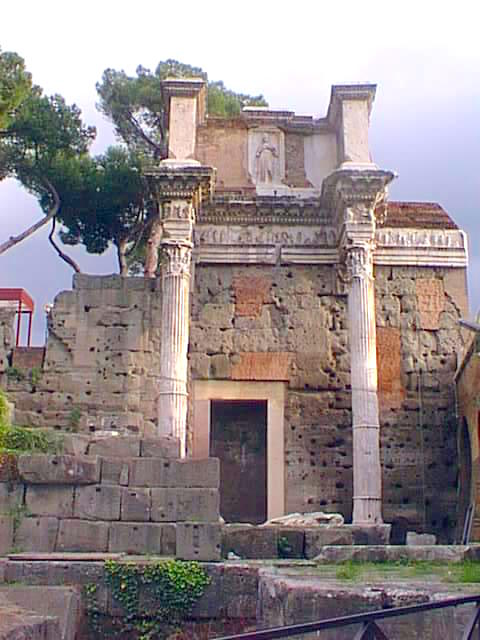
ネルウァのフォルム

王朝交代はドミティアヌスの強圧的な統治に苦しめられた元老院にとってまさに救済であった。ネルウァ帝は元老院への謝意を含めて、自分の治世において元老院議員を処刑する事は決してしないと宣言した。またドミティアヌスに投獄されていた無実の人々を解放し、国外に追放されていた者にも恩赦を出して帰国を呼びかけ、没収されていた財産も全て返還された。
ネルウァ帝は元老院の支持を集めて自らの政治基盤としようとしたが、必ずしもこれは成功しなかった。彼は個人的な友人をしばしば元老院より重用する姿勢を見せたし、ドミティアヌスに協力していた貴族達とも一定の関係を維持した。元老院内には反ネルウァ派が形成され、帝位を早くも危ういものにした。
軍と民衆からの支持については更に乏しく、元老院主導で選ばれた皇帝という立場を払拭する為にも民衆への機嫌取りを行わなければならなかった。歴代皇帝の慣習となっていた即位に伴う軍への特別恩給（ドナティブム）、そして民衆への祝い金（コンギアリウム）を気前良く支払うという行為をネルウァ帝も踏襲した。近衛隊には隊員一人に5000デナリウスが恩給として出され、民衆にも一人につき75デナリウスが贈られた。そして貧困層に対する税金の特別免除など福祉政策がこれに続いた。一説にネルウァ帝はもっとも貧しい階級の者に、最大で6000万セステルティウス相当の土地を与えたと言われている。課税面では貧困層については相続税の対象外とされるのを初めとして数多くの税免除が約束され、後の皇帝達が踏襲する食料計画も立ち上げた。
当然ながらばら撒き的な政策はすぐに財政難へと繋がり、ロナルド・セイムによればネルウァ帝は大規模な支出削減と増収確保に乗り出す必要が出たという。まずは暴君とされたドミティアヌスの個人資産を没収する所から始まり、金銭だけでなく土地・家屋・船そして家具までもが競売で売り飛ばされた。その上で先帝時代の競馬・剣闘・宗教儀式などを殆ど廃止した。一番の収入はドミティアヌスが大量に作らせていた自身の黄金像と銀製像の山で、全てが溶かされて金銀に戻された。ネルウァ帝は自らに対するこのような代物を作る事を全面的に禁止した。
公共事業については治世が短かったこともあり、僅かな数に留まった。ネルウァ帝は既に着工していた工事の資金を捻出することに専念し、また街道や水道の整備に資金を投じた。インフラ整備の責任者には元執政官で建築技師であったセクストゥス・ユリウス・フロンティヌスが任命されたが、この経験から彼は技法書『De Aquis Urbis Romae』（ローマの水道について）を書き残している。唯一、彼の時代に計画されたものは穀物の貯蔵庫である「ホッレア・ネルウァ」（Horrea Nervae）と、そしてドミティアヌス時代に着工されていた者を小規模にして完成させたネルウァのフォルムのみである。

### 事実上の失脚

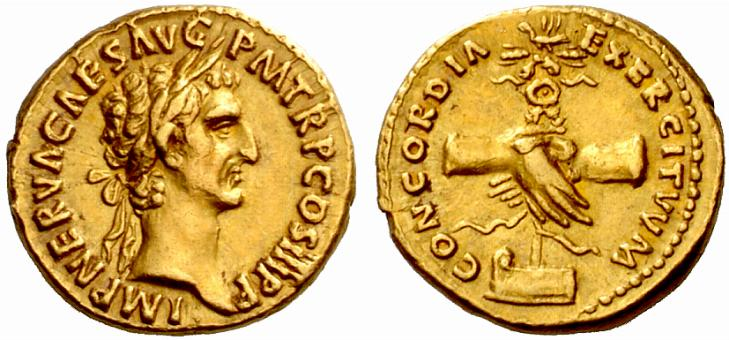
Roman aureus struck under Nerva, c. 97. The reverse reads Concordia Exercituum, symbolyzing the unity between the emperor and the Roman army with two clasped hands over an army standard.

元老院・民衆・軍への支持集めに奔走したネルウァ帝であったが、軍に対してだけは思うように支持を得ることができなかった。特に近衛隊はフラウィウス朝への敬意から、暗殺事件の直後にドミティアヌスを先帝達と同じく神に祭るべきだとすら主張した事もあった。ネルウァ帝は近衛隊を宥める為に暗殺に加担し、論功行賞で近衛隊長となっていたティトゥス・ペトロニウス・セクンドゥスを解任して前近衛隊長カスペリウス・アエリアヌスを再任した。同時に先のドナティブムの支払いも行われたのだが近衛隊はペトロニウスの死罪までを要求し、ネルウァ帝は激怒して要求を拒絶したと伝えられている。この一件はネルウァ帝の治世を最も危うくする事になる。
ネルウァ帝は内戦の危機を防ぐ事には成功したものの、自らの皇帝権が余りにも弱いと痛感し、温厚な気質もあって次第に国家指導での決断を避け始めた。例えば彼は即位の際に反逆者への弾劾裁判を行わないように元老院へ要請したが、後に元老院による密告者の処罰を許可した。結果として元老院による粛清や政治闘争の嵐が吹き荒れることになり、腹心であったセクストゥス・ユリウス・フロンティヌスは「これではドミティアヌスの強権支配が、ネルウァ帝の無秩序よりは良かったと言われても仕方あるまい」と批判の言葉を残している。西暦97年、とうとうネルウァ帝に対する暗殺未遂事件が発生した。首謀者の議員は処刑されたが、それでもネルウァ帝は元老院への粛清を拒否した。
以前から指摘されていた健康面と年齢面からの衰えが明らかになると、状況は更に悪化した。ネルウァ帝も後継者を身内から選ぶ事を考えていない訳ではなかったが、先述の通り子供に恵まれておらず、親族においても男子が乏しく政治世界に進んだ者も居なかった。結局、ネルウァ帝は周囲の目論見通り自らの王朝を開く事を諦めねばならず、重臣団から養子を迎えて後継者にする決断を下した。そしてネルウァ帝が選んだ人物はシリア属州総督マルクス・コルネリウス・ニグリヌス・クリアティウス・マテルヌスであったと考えられている。だがこれに対して諸軍団の意向を受けた近衛隊はゲルマニア・スペリオル総督マルクス・ウルピウス・トラヤヌスを後継者にするべく活動し、ニグリヌス派とトラヤヌス派に分かれて対立が始まった。
同年10月、近衛隊長カスペリウス・アエリアヌスは近衛隊を連れて宮殿を包囲し、ネルウァ帝を軟禁状態に置いた。近衛隊に屈したネルウァ帝はペトロニウスらドミティアヌス暗殺の実行犯達を死罪にする事に同意し、さらにはカスペリウスの行為を賞賛する演説までさせられる屈辱を味わった。宮殿内に滞在していたペトロニウスとドミティアヌスの侍従であったパルテニヌスは近衛兵に殺害され、ネルウァ帝自身は解放されたが最早取り返しがつかない程に権威を失墜させた。ネルウァ帝は近衛隊を中心とした帝国軍の影響下となり、軍の支持を取り付ける以外に生き残る方法はない事を知った。反乱から暫くしてネルウァ帝はトラヤヌスを後継者に指名し、この決定で実質的に退位に近い状態へと追い込まれた。
トラヤヌスはネルウァ家の家督相続者となり、副帝と執政官に叙任された。カッシウス・ディオは以下の様に評している。:
だがカッシウス・ディオによるトラヤヌス即位への擁護によって形成された美談とは裏腹に、実際にはそもそもネルウァ帝に後継者を選ぶ権利など無かったのである。彼は先帝の様に暗殺されない為に軍の要求する人物を後継者に据えなければならなかった。その後継者とは、軍から絶大な支持を集めていたトラヤヌスのことであった。後世にイギリスの歴史家エドワード・ギボンが主張した五賢帝（Five Good Emperors）という美化されたイメージは、今日の歴史学では基本的に支持されていない。

### 崩御
98年、4度目の執政官任期中にネルウァ帝は脳卒中で倒れ、1月28日に熱病により別荘で崩御した。直ちに元老院はネルウァ帝を神格化する決議を行い、遺骸は火葬にされた後にアウグストゥス廟へ遺灰が埋葬された。
崩御に伴いトラヤヌスが帝位継承を宣言すると特に批判もなく元老院はこれを承認し、民衆も軍も熱狂してこれを支持した。プリニウスによればトラヤヌス帝はネルウァ帝の崩御を悼むべく神殿を建設したというが、遺跡は未だに発見されていない。またネルウァ帝の事跡を記録した記念通貨は崩御後10年後にまで発行されなかった。この事からトラヤヌス帝のネルウァ帝への忠誠を疑う意見もあるが、一方でトラヤヌス帝は自らの即位に活躍したカスペリウス・アエリアヌスを先帝の権威を辱めたとして宮殿から追放している。

## 親族
ネルウァ帝は妻帯せず、生涯独身であった為、直系の子孫はいない。親族に男子も乏しかった。姉妹コッケイアはローマ皇帝オトの兄弟ルキウス・サルウィウス・オト・ティティアヌスに嫁ぎ、ルキウス・サルウィウス・オト・コッケイアヌス（55年頃 - 96年）を儲けた。故にコッケイアヌスはネルウァ帝とオト帝の甥（ネルウァ帝が母方のおじ、オト帝は父方のおじ）にあたる。後にコッケイアヌスはオト帝の誕生日を祝っていたことでドミティアヌス帝によって処刑された。コッケイアヌスに妻子は確認できない。
ネルウァ帝の母方の叔父オクタウィウス・ラエナスはティベリウス帝の曾孫ルベッリア・バッサと結婚、その間にはネルウァ帝から見れば従兄弟になるオクタウィウス・ラエナスという男子（ネルウァの母方の叔父と同名）が生まれたと推定される。このオクタウィウス・ラエナスはポンティアという女性との間に131年の執政官セルギウス・オクタウィウス・ラエナス・ポンティアヌスを儲けた。なお、ポンティアヌスの親族とされる人物にセルギウス・ルベッリウス・プラウトゥスがいるが具体的な系譜関係は不明。ネルウァ家はティベリウス帝の末裔の家系と親族関係があり、ユリウス＝クラウディウス朝の縁戚である。ドミティアヌス帝の皇妃ドミティア・ロンギナはティベリウス帝の養父アウグストゥス帝の昆孫（曾孫の曾孫）であり、彼女を通してフラウィウス朝の皇族とも遠縁となる。当然ながら、ドミティア・ロンギナの父コルブロと母カッシア・ロンギナ、父方の伯母でカリグラ帝最後の皇妃ミロニア・カエソニア、カッシア・ロンギナの曾祖母小ユリアの孫（小ユリアはアウグストゥス帝の孫娘）、カッシア・ロンギナ以外の曾孫（例としてカッシア・ロンギナの弟カッシウス・レピドゥス）とも血縁関係には無いものの、遠縁である。なお、カッシウス・レピドゥスの曾孫にネルウァ帝から数えて5代目の皇帝マルクス・アウレリウス・アントニウスに反乱を起こしたガイウス・アウィディウス・カッシウスがいる。カッシウスの末娘ウォルシア・ラオディケの血筋は少なくとも8世紀まで存続している。
ネルウァ家の家督は形式上、血縁関係が無い次代皇帝トラヤヌスが継承している。但し、ネルウァとトラヤヌスは系譜上、全く繋がりが無い訳ではない。
ネルウァからトラヤヌスを見ると、母方の叔父（オクタウィウス・ラエナス）の妻（ルベッリア・バッサ）の曾祖父（ティベリウス帝）の2番目の妻（大ユリア）が2番目の夫（マルクス・ウィプサニウス・アグリッパ）との間に儲けた長女にして次子（小ユリア）の玄孫（ドミティア・ロンギナ）の再婚相手（ドミティアヌス帝）の実兄（ティトゥス帝）の2番目の妻（マルキア・フルニッラ）の姉妹（マルキア）とその配偶者（マルクス・トラヤヌス）の息子（トラヤヌス）となる。
逆にトラヤヌスからネルウァを見ると、母（マルキア）の姉妹（マルキア・フルニッラ）の夫（ティトゥス帝）の弟（ドミティアヌス帝）の妻（ドミティア・ロンギナ）の高祖母（小ユリア）の母（大ユリア）の3番目の夫（ティベリウス帝）が最初の妻（ウィプサニア）との間に儲けた息子（小ドルスス）の孫娘（ルベッリア・バッサ）の夫（オクタウィウス・ラエナス）の姉（セルギア・プラウティッラ）とその配偶者（マルクス・コッケイウス・ネルウァ）の息子（ネルウァ帝）となる。
以上のようにネルウァとトラヤヌスはユリウス＝クラウディウス朝とフラウィウス朝の二王朝を介して、ティベリウス帝と同じく遠縁である。

## 略年表
- 30年 ナルニにて出生[53]
- 66年 法務官に叙任される
- 68年 四皇帝の年にウェスパシアヌスを支持する
- 71年 一度目の執政官叙任
- 90年 二度目の執政官叙任
- 96年
  - 皇帝即位
  - ドミティアヌス時代への弾劾を行う
- 97年 トラヤヌスを後継者に指名
- 98年 病没

### 建築物
- ネルウァのフォーラム（フォールム・トランシトリウム）
- ホッレア・ネルウァ

## 家系図
|  |  |  |  |                             |                             |                             |                             |                             |                             |        |        |                         |                         |                         |                         |                         |                         |                |                |                             |                             |                             |                             |                             |                             |              |              |                         |                         |                         |                         |                         |                         |            |            |                             |                             |                             |                             |                             |                             |                         |                         |                           |                           |                           |                           |                           |                           |                   |                   |                           |                           |                           |                           |                           |                           |  |  |                   |                   |                   |                   |                   |                   |
|  |  |  |  |                             |                             |                             |                             |                             |                             |        |        |                         |                         |                         |                         |                         |                         |                |                |                             |                             |                             |                             |                             |                             |              |              |                         |                         |                         |                         |                         |                         |            |            |                             |                             |                             |                             |                             |                             |                         |                         |                           |                           |                           |                           |                           |                           |                   |                   |                           |                           |                           |                           |                           |                           |  |  |                   |                   |                   |                   |                   |                   |
|  |  |  |  |                             |                             |                             |                             |                             |                             |        |        |                         |                         | マルキア                | マルキア                | マルキア                | マルキア                | マルキア       | マルキア       |                             |                             | 大トラヤヌス                | 大トラヤヌス                | 大トラヤヌス                | 大トラヤヌス                | 大トラヤヌス | 大トラヤヌス |                         |                         | ネルウァ                | ネルウァ                | ネルウァ                | ネルウァ                | ネルウァ   | ネルウァ   |                             |                             | ウルピア                    | ウルピア                    | ウルピア                    | ウルピア                    | ウルピア                | ウルピア                |                           |                           |                           |                           |                           |                           |                   |                   |                           |                           |                           |                           |                           |                           |  |  |                   |                   |                   |                   |                   |                   |
|  |  |  |  |                             |                             |                             |                             |                             |                             |        |        |                         |                         | マルキア                | マルキア                | マルキア                | マルキア                | マルキア       | マルキア       |                             |                             | 大トラヤヌス                | 大トラヤヌス                | 大トラヤヌス                | 大トラヤヌス                | 大トラヤヌス | 大トラヤヌス |                         |                         | ネルウァ                | ネルウァ                | ネルウァ                | ネルウァ                | ネルウァ   | ネルウァ   |                             |                             | ウルピア                    | ウルピア                    | ウルピア                    | ウルピア                    | ウルピア                | ウルピア                |                           |                           |                           |                           |                           |                           |                   |                   |                           |                           |                           |                           |                           |                           |  |  |                   |                   |                   |                   |                   |                   |
|  |  |  |  |                             |                             |                             |                             |                             |                             |        |        |                         |                         |                         |                         |                         |                         |                |                |                             |                             |                             |                             |                             |                             |              |              |                         |                         |                         |                         |                         |                         |            |            |                             |                             |                             |                             |                             |                             |                         |                         |                           |                           |                           |                           |                           |                           |                   |                   |                           |                           |                           |                           |                           |                           |  |  |                   |                   |                   |                   |                   |                   |
|  |  |  |  |                             |                             |                             |                             |                             |                             |        |        |                         |                         |                         |                         |                         |                         |                |                |                             |                             |                             |                             |                             |                             |              |              |                         |                         |                         |                         |                         |                         |            |            |                             |                             |                             |                             |                             |                             |                         |                         |                           |                           |                           |                           |                           |                           |                   |                   |                           |                           |                           |                           |                           |                           |  |  |                   |                   |                   |                   |                   |                   |
|  |  |  |  |                             |                             |                             |                             |                             |                             |        |        |                         |                         | マルキアナ              | マルキアナ              | マルキアナ              | マルキアナ              | マルキアナ     | マルキアナ     |                             |                             | トラヤヌス                  | トラヤヌス                  | トラヤヌス                  | トラヤヌス                  | トラヤヌス   | トラヤヌス   |                         |                         | ポンペイア              | ポンペイア              | ポンペイア              | ポンペイア              | ポンペイア | ポンペイア |                             |                             |                             |                             |                             |                             |                         |                         |                           |                           |                           |                           |                           |                           |                   |                   |                           |                           |                           |                           |                           |                           |  |  |                   |                   |                   |                   |                   |                   |
|  |  |  |  |                             |                             |                             |                             |                             |                             |        |        |                         |                         | マルキアナ              | マルキアナ              | マルキアナ              | マルキアナ              | マルキアナ     | マルキアナ     |                             |                             | トラヤヌス                  | トラヤヌス                  | トラヤヌス                  | トラヤヌス                  | トラヤヌス   | トラヤヌス   |                         |                         | ポンペイア              | ポンペイア              | ポンペイア              | ポンペイア              | ポンペイア | ポンペイア |                             |                             |                             |                             |                             |                             |                         |                         |                           |                           |                           |                           |                           |                           |                   |                   |                           |                           |                           |                           |                           |                           |  |  |                   |                   |                   |                   |                   |                   |
|  |  |  |  |                             |                             |                             |                             |                             |                             |        |        |                         |                         |                         |                         |                         |                         |                |                |                             |                             |                             |                             |                             |                             |              |              |                         |                         |                         |                         |                         |                         |            |            |                             |                             | ハドリアヌス・ アフェル     | ハドリアヌス・ アフェル     | ハドリアヌス・ アフェル     | ハドリアヌス・ アフェル     | ハドリアヌス・ アフェル | ハドリアヌス・ アフェル |                           |                           | 大パウリナ                | 大パウリナ                | 大パウリナ                | 大パウリナ                | 大パウリナ        | 大パウリナ        |                           |                           |                           |                           |                           |                           |  |  |                   |                   |                   |                   |                   |                   |
|  |  |  |  |                             |                             |                             |                             |                             |                             |        |        |                         |                         |                         |                         |                         |                         |                |                |                             |                             |                             |                             |                             |                             |              |              |                         |                         |                         |                         |                         |                         |            |            |                             |                             | ハドリアヌス・ アフェル     | ハドリアヌス・ アフェル     | ハドリアヌス・ アフェル     | ハドリアヌス・ アフェル     | ハドリアヌス・ アフェル | ハドリアヌス・ アフェル |                           |                           | 大パウリナ                | 大パウリナ                | 大パウリナ                | 大パウリナ                | 大パウリナ        | 大パウリナ        |                           |                           |                           |                           |                           |                           |  |  |                   |                   |                   |                   |                   |                   |
|  |  |  |  |                             |                             | フルギ                      | フルギ                      | フルギ                      | フルギ                      | フルギ | フルギ |                         |                         | マティディア            | マティディア            | マティディア            | マティディア            | マティディア   | マティディア   |                             |                             |                             |                             |                             |                             | サビニウス   | サビニウス   | サビニウス              | サビニウス              | サビニウス              | サビニウス              |                         |                         |            |            |                             |                             |                             |                             |                             |                             |                         |                         |                           |                           |                           |                           |                           |                           |                   |                   |                           |                           |                           |                           |                           |                           |  |  |                   |                   |                   |                   |                   |                   |
|  |  |  |  |                             |                             | フルギ                      | フルギ                      | フルギ                      | フルギ                      | フルギ | フルギ |                         |                         | マティディア            | マティディア            | マティディア            | マティディア            | マティディア   | マティディア   |                             |                             |                             |                             |                             |                             | サビニウス   | サビニウス   | サビニウス              | サビニウス              | サビニウス              | サビニウス              |                         |                         |            |            |                             |                             |                             |                             |                             |                             |                         |                         |                           |                           |                           |                           |                           |                           |                   |                   |                           |                           |                           |                           |                           |                           |  |  |                   |                   |                   |                   |                   |                   |
|  |  |  |  |                             |                             |                             |                             |                             |                             |        |        |                         |                         |                         |                         |                         |                         |                |                |                             |                             |                             |                             |                             |                             |              |              |                         |                         |                         |                         |                         |                         |            |            |                             |                             |                             |                             |                             |                             |                         |                         |                           |                           |                           |                           |                           |                           |                   |                   |                           |                           |                           |                           |                           |                           |  |  |                   |                   |                   |                   |                   |                   |
|  |  |  |  |                             |                             |                             |                             |                             |                             |        |        |                         |                         |                         |                         |                         |                         |                |                |                             |                             |                             |                             |                             |                             |              |              |                         |                         |                         |                         |                         |                         |            |            |                             |                             |                             |                             |                             |                             |                         |                         |                           |                           |                           |                           |                           |                           |                   |                   |                           |                           |                           |                           |                           |                           |  |  |                   |                   |                   |                   |                   |                   |
|  |  |  |  | ルピリア・アンニア          | ルピリア・アンニア          | ルピリア・アンニア          | ルピリア・アンニア          | ルピリア・アンニア          | ルピリア・アンニア          |        |        | アンニウス・ ウェルス   | アンニウス・ ウェルス   | アンニウス・ ウェルス   | アンニウス・ ウェルス   | アンニウス・ ウェルス   | アンニウス・ ウェルス   |                |                | ルピリア                    | ルピリア                    | ルピリア                    | ルピリア                    | ルピリア                    | ルピリア                    |              |              | ウィビア・サビナ        | ウィビア・サビナ        | ウィビア・サビナ        | ウィビア・サビナ        | ウィビア・サビナ        | ウィビア・サビナ        |            |            | ハドリアヌス                | ハドリアヌス                | ハドリアヌス                | ハドリアヌス                | ハドリアヌス                | ハドリアヌス                |                         |                         | アンティノウス            | アンティノウス            | アンティノウス            | アンティノウス            | アンティノウス            | アンティノウス            |                   |                   | 小パウリナ                | 小パウリナ                | 小パウリナ                | 小パウリナ                | 小パウリナ                | 小パウリナ                |  |  |                   |                   |                   |                   |                   |                   |
|  |  |  |  | ルピリア・アンニア          | ルピリア・アンニア          | ルピリア・アンニア          | ルピリア・アンニア          | ルピリア・アンニア          | ルピリア・アンニア          |        |        | アンニウス・ ウェルス   | アンニウス・ ウェルス   | アンニウス・ ウェルス   | アンニウス・ ウェルス   | アンニウス・ ウェルス   | アンニウス・ ウェルス   |                |                | ルピリア                    | ルピリア                    | ルピリア                    | ルピリア                    | ルピリア                    | ルピリア                    |              |              | ウィビア・サビナ        | ウィビア・サビナ        | ウィビア・サビナ        | ウィビア・サビナ        | ウィビア・サビナ        | ウィビア・サビナ        |            |            | ハドリアヌス                | ハドリアヌス                | ハドリアヌス                | ハドリアヌス                | ハドリアヌス                | ハドリアヌス                |                         |                         | アンティノウス            | アンティノウス            | アンティノウス            | アンティノウス            | アンティノウス            | アンティノウス            |                   |                   | 小パウリナ                | 小パウリナ                | 小パウリナ                | 小パウリナ                | 小パウリナ                | 小パウリナ                |  |  |                   |                   |                   |                   |                   |                   |
|  |  |  |  |                             |                             |                             |                             |                             |                             |        |        |                         |                         |                         |                         |                         |                         |                |                |                             |                             |                             |                             |                             |                             |              |              |                         |                         |                         |                         |                         |                         |            |            |                             |                             |                             |                             |                             |                             |                         |                         |                           |                           |                           |                           |                           |                           |                   |                   |                           |                           |                           |                           |                           |                           |  |  |                   |                   |                   |                   |                   |                   |
|  |  |  |  |                             |                             |                             |                             |                             |                             |        |        |                         |                         |                         |                         |                         |                         |                |                |                             |                             |                             |                             |                             |                             |              |              |                         |                         |                         |                         |                         |                         |            |            |                             |                             |                             |                             |                             |                             |                         |                         |                           |                           |                           |                           |                           |                           |                   |                   |                           |                           |                           |                           |                           |                           |  |  |                   |                   |                   |                   |                   |                   |
|  |  |  |  | ドミティア・ ルキッラ       | ドミティア・ ルキッラ       | ドミティア・ ルキッラ       | ドミティア・ ルキッラ       | ドミティア・ ルキッラ       | ドミティア・ ルキッラ       |        |        | アンニウス・ ウェルス   | アンニウス・ ウェルス   | アンニウス・ ウェルス   | アンニウス・ ウェルス   | アンニウス・ ウェルス   | アンニウス・ ウェルス   |                |                | リボ                        | リボ                        | リボ                        | リボ                        | リボ                        | リボ                        |              |              | 大ファウスティナ        | 大ファウスティナ        | 大ファウスティナ        | 大ファウスティナ        | 大ファウスティナ        | 大ファウスティナ        |            |            | アントニヌス・ ピウス       | アントニヌス・ ピウス       | アントニヌス・ ピウス       | アントニヌス・ ピウス       | アントニヌス・ ピウス       | アントニヌス・ ピウス       |                         |                         | ルキウス・ アエリウス     | ルキウス・ アエリウス     | ルキウス・ アエリウス     | ルキウス・ アエリウス     | ルキウス・ アエリウス     | ルキウス・ アエリウス     |                   |                   | ユリア・パウリナ          | ユリア・パウリナ          | ユリア・パウリナ          | ユリア・パウリナ          | ユリア・パウリナ          | ユリア・パウリナ          |  |  |                   |                   |                   |                   |                   |                   |
|  |  |  |  | ドミティア・ ルキッラ       | ドミティア・ ルキッラ       | ドミティア・ ルキッラ       | ドミティア・ ルキッラ       | ドミティア・ ルキッラ       | ドミティア・ ルキッラ       |        |        | アンニウス・ ウェルス   | アンニウス・ ウェルス   | アンニウス・ ウェルス   | アンニウス・ ウェルス   | アンニウス・ ウェルス   | アンニウス・ ウェルス   |                |                | リボ                        | リボ                        | リボ                        | リボ                        | リボ                        | リボ                        |              |              | 大ファウスティナ        | 大ファウスティナ        | 大ファウスティナ        | 大ファウスティナ        | 大ファウスティナ        | 大ファウスティナ        |            |            | アントニヌス・ ピウス       | アントニヌス・ ピウス       | アントニヌス・ ピウス       | アントニヌス・ ピウス       | アントニヌス・ ピウス       | アントニヌス・ ピウス       |                         |                         | ルキウス・ アエリウス     | ルキウス・ アエリウス     | ルキウス・ アエリウス     | ルキウス・ アエリウス     | ルキウス・ アエリウス     | ルキウス・ アエリウス     |                   |                   | ユリア・パウリナ          | ユリア・パウリナ          | ユリア・パウリナ          | ユリア・パウリナ          | ユリア・パウリナ          | ユリア・パウリナ          |  |  |                   |                   |                   |                   |                   |                   |
|  |  |  |  |                             |                             |                             |                             |                             |                             |        |        |                         |                         |                         |                         |                         |                         |                |                |                             |                             |                             |                             |                             |                             |              |              |                         |                         |                         |                         |                         |                         |            |            |                             |                             |                             |                             |                             |                             |                         |                         |                           |                           |                           |                           |                           |                           |                   |                   |                           |                           |                           |                           |                           |                           |  |  |                   |                   |                   |                   |                   |                   |
|  |  |  |  |                             |                             |                             |                             |                             |                             |        |        |                         |                         |                         |                         |                         |                         |                |                |                             |                             |                             |                             |                             |                             |              |              |                         |                         |                         |                         |                         |                         |            |            |                             |                             |                             |                             |                             |                             |                         |                         |                           |                           |                           |                           |                           |                           |                   |                   |                           |                           |                           |                           |                           |                           |  |  |                   |                   |                   |                   |                   |                   |
|  |  |  |  | 大コルニフィキア            | 大コルニフィキア            | 大コルニフィキア            | 大コルニフィキア            | 大コルニフィキア            | 大コルニフィキア            |        |        | マルクス・ アウレリウス | マルクス・ アウレリウス | マルクス・ アウレリウス | マルクス・ アウレリウス | マルクス・ アウレリウス | マルクス・ アウレリウス |                |                | 小ファウスティナ            | 小ファウスティナ            | 小ファウスティナ            | 小ファウスティナ            | 小ファウスティナ            | 小ファウスティナ            |              |              | アウレリア・ ファディラ | アウレリア・ ファディラ | アウレリア・ ファディラ | アウレリア・ ファディラ | アウレリア・ ファディラ | アウレリア・ ファディラ |            |            |                             |                             |                             |                             |                             |                             |                         |                         |                           |                           |                           |                           |                           |                           |                   |                   | サリナトル                | サリナトル                | サリナトル                | サリナトル                | サリナトル                | サリナトル                |  |  |                   |                   |                   |                   |                   |                   |
|  |  |  |  | 大コルニフィキア            | 大コルニフィキア            | 大コルニフィキア            | 大コルニフィキア            | 大コルニフィキア            | 大コルニフィキア            |        |        | マルクス・ アウレリウス | マルクス・ アウレリウス | マルクス・ アウレリウス | マルクス・ アウレリウス | マルクス・ アウレリウス | マルクス・ アウレリウス |                |                | 小ファウスティナ            | 小ファウスティナ            | 小ファウスティナ            | 小ファウスティナ            | 小ファウスティナ            | 小ファウスティナ            |              |              | アウレリア・ ファディラ | アウレリア・ ファディラ | アウレリア・ ファディラ | アウレリア・ ファディラ | アウレリア・ ファディラ | アウレリア・ ファディラ |            |            |                             |                             |                             |                             |                             |                             |                         |                         |                           |                           |                           |                           |                           |                           |                   |                   | サリナトル                | サリナトル                | サリナトル                | サリナトル                | サリナトル                | サリナトル                |  |  |                   |                   |                   |                   |                   |                   |
|  |  |  |  |                             |                             |                             |                             |                             |                             |        |        |                         |                         |                         |                         |                         |                         |                |                |                             |                             |                             |                             |                             |                             |              |              |                         |                         |                         |                         |                         |                         |            |            |                             |                             |                             |                             |                             |                             |                         |                         |                           |                           |                           |                           |                           |                           |                   |                   |                           |                           |                           |                           |                           |                           |  |  |                   |                   |                   |                   |                   |                   |
|  |  |  |  |                             |                             |                             |                             |                             |                             |        |        |                         |                         |                         |                         |                         |                         |                |                |                             |                             |                             |                             |                             |                             |              |              |                         |                         |                         |                         |                         |                         |            |            |                             |                             |                             |                             |                             |                             |                         |                         |                           |                           |                           |                           |                           |                           |                   |                   |                           |                           |                           |                           |                           |                           |  |  |                   |                   |                   |                   |                   |                   |
|  |  |  |  | 小コルニフィキア            | 小コルニフィキア            | 小コルニフィキア            | 小コルニフィキア            | 小コルニフィキア            | 小コルニフィキア            |        |        | ファディッラ            | ファディッラ            | ファディッラ            | ファディッラ            | ファディッラ            | ファディッラ            |                |                | コンモドゥス                | コンモドゥス                | コンモドゥス                | コンモドゥス                | コンモドゥス                | コンモドゥス                |              |              | ルキッラ                | ルキッラ                | ルキッラ                | ルキッラ                | ルキッラ                | ルキッラ                |            |            | ルキウス・ウェルス          | ルキウス・ウェルス          | ルキウス・ウェルス          | ルキウス・ウェルス          | ルキウス・ウェルス          | ルキウス・ウェルス          |                         |                         | ケイオニア・ プラウティア | ケイオニア・ プラウティア | ケイオニア・ プラウティア | ケイオニア・ プラウティア | ケイオニア・ プラウティア | ケイオニア・ プラウティア |                   |                   |                           |                           |                           |                           |                           |                           |  |  |                   |                   |                   |                   |                   |                   |
|  |  |  |  | 小コルニフィキア            | 小コルニフィキア            | 小コルニフィキア            | 小コルニフィキア            | 小コルニフィキア            | 小コルニフィキア            |        |        | ファディッラ            | ファディッラ            | ファディッラ            | ファディッラ            | ファディッラ            | ファディッラ            |                |                | コンモドゥス                | コンモドゥス                | コンモドゥス                | コンモドゥス                | コンモドゥス                | コンモドゥス                |              |              | ルキッラ                | ルキッラ                | ルキッラ                | ルキッラ                | ルキッラ                | ルキッラ                |            |            | ルキウス・ウェルス          | ルキウス・ウェルス          | ルキウス・ウェルス          | ルキウス・ウェルス          | ルキウス・ウェルス          | ルキウス・ウェルス          |                         |                         | ケイオニア・ プラウティア | ケイオニア・ プラウティア | ケイオニア・ プラウティア | ケイオニア・ プラウティア | ケイオニア・ プラウティア | ケイオニア・ プラウティア |                   |                   |                           |                           |                           |                           |                           |                           |  |  |                   |                   |                   |                   |                   |                   |
|  |  |  |  |                             |                             |                             |                             |                             |                             |        |        |                         |                         |                         |                         |                         |                         |                |                |                             |                             |                             |                             |                             |                             |              |              |                         |                         |                         |                         |                         |                         |            |            |                             |                             |                             |                             |                             |                             |                         |                         |                           |                           |                           |                           |                           |                           |                   |                   |                           |                           |                           |                           |                           |                           |  |  |                   |                   |                   |                   |                   |                   |
|  |  |  |  |                             |                             |                             |                             |                             |                             |        |        |                         |                         |                         |                         |                         |                         |                |                |                             |                             |                             |                             |                             |                             |              |              |                         |                         |                         |                         |                         |                         |            |            |                             |                             |                             |                             |                             |                             |                         |                         |                           |                           |                           |                           |                           |                           |                   |                   |                           |                           |                           |                           |                           |                           |  |  |                   |                   |                   |                   |                   |                   |
|  |  |  |  | アンニア・ ファウスティナ   | アンニア・ ファウスティナ   | アンニア・ ファウスティナ   | アンニア・ ファウスティナ   | アンニア・ ファウスティナ   | アンニア・ ファウスティナ   |        |        |                         |                         |                         |                         | ユリア・マエサ          | ユリア・マエサ          | ユリア・マエサ | ユリア・マエサ | ユリア・マエサ              | ユリア・マエサ              |                             |                             |                             |                             |              |              | ユリア・ドムナ          | ユリア・ドムナ          | ユリア・ドムナ          | ユリア・ドムナ          | ユリア・ドムナ          | ユリア・ドムナ          |            |            | セプティミウス・ セウェルス | セプティミウス・ セウェルス | セプティミウス・ セウェルス | セプティミウス・ セウェルス | セプティミウス・ セウェルス | セプティミウス・ セウェルス |                         |                         | セルウィリア・ ケイオニア | セルウィリア・ ケイオニア | セルウィリア・ ケイオニア | セルウィリア・ ケイオニア | セルウィリア・ ケイオニア | セルウィリア・ ケイオニア |                   |                   |                           |                           |                           |                           |                           |                           |  |  | ゴルディアヌス1世 | ゴルディアヌス1世 | ゴルディアヌス1世 | ゴルディアヌス1世 | ゴルディアヌス1世 | ゴルディアヌス1世 |
|  |  |  |  | アンニア・ ファウスティナ   | アンニア・ ファウスティナ   | アンニア・ ファウスティナ   | アンニア・ ファウスティナ   | アンニア・ ファウスティナ   | アンニア・ ファウスティナ   |        |        |                         |                         |                         |                         | ユリア・マエサ          | ユリア・マエサ          | ユリア・マエサ | ユリア・マエサ | ユリア・マエサ              | ユリア・マエサ              |                             |                             |                             |                             |              |              | ユリア・ドムナ          | ユリア・ドムナ          | ユリア・ドムナ          | ユリア・ドムナ          | ユリア・ドムナ          | ユリア・ドムナ          |            |            | セプティミウス・ セウェルス | セプティミウス・ セウェルス | セプティミウス・ セウェルス | セプティミウス・ セウェルス | セプティミウス・ セウェルス | セプティミウス・ セウェルス |                         |                         | セルウィリア・ ケイオニア | セルウィリア・ ケイオニア | セルウィリア・ ケイオニア | セルウィリア・ ケイオニア | セルウィリア・ ケイオニア | セルウィリア・ ケイオニア |                   |                   |                           |                           |                           |                           |                           |                           |  |  | ゴルディアヌス1世 | ゴルディアヌス1世 | ゴルディアヌス1世 | ゴルディアヌス1世 | ゴルディアヌス1世 | ゴルディアヌス1世 |
|  |  |  |  |                             |                             |                             |                             |                             |                             |        |        |                         |                         |                         |                         |                         |                         |                |                |                             |                             |                             |                             |                             |                             |              |              |                         |                         |                         |                         |                         |                         |            |            |                             |                             |                             |                             |                             |                             |                         |                         |                           |                           |                           |                           |                           |                           |                   |                   |                           |                           |                           |                           |                           |                           |  |  |                   |                   |                   |                   |                   |                   |
|  |  |  |  |                             |                             |                             |                             |                             |                             |        |        |                         |                         |                         |                         |                         |                         |                |                |                             |                             |                             |                             |                             |                             |              |              |                         |                         |                         |                         |                         |                         |            |            |                             |                             |                             |                             |                             |                             |                         |                         |                           |                           |                           |                           |                           |                           |                   |                   |                           |                           |                           |                           |                           |                           |  |  |                   |                   |                   |                   |                   |                   |
|  |  |  |  |                             |                             |                             |                             |                             |                             |        |        | ユリア・ソエミアス      | ユリア・ソエミアス      | ユリア・ソエミアス      | ユリア・ソエミアス      | ユリア・ソエミアス      | ユリア・ソエミアス      |                |                | ユリア・アウィタ            | ユリア・アウィタ            | ユリア・アウィタ            | ユリア・アウィタ            | ユリア・アウィタ            | ユリア・アウィタ            |              |              | カラカラ                | カラカラ                | カラカラ                | カラカラ                | カラカラ                | カラカラ                |            |            | ゲタ                        | ゲタ                        | ゲタ                        | ゲタ                        | ゲタ                        | ゲタ                        |                         |                         | リキニウス・ バルブス     | リキニウス・ バルブス     | リキニウス・ バルブス     | リキニウス・ バルブス     | リキニウス・ バルブス     | リキニウス・ バルブス     |                   |                   | アントニア・ ゴルディアナ | アントニア・ ゴルディアナ | アントニア・ ゴルディアナ | アントニア・ ゴルディアナ | アントニア・ ゴルディアナ | アントニア・ ゴルディアナ |  |  | ゴルディアヌス2世 | ゴルディアヌス2世 | ゴルディアヌス2世 | ゴルディアヌス2世 | ゴルディアヌス2世 | ゴルディアヌス2世 |
|  |  |  |  |                             |                             |                             |                             |                             |                             |        |        | ユリア・ソエミアス      | ユリア・ソエミアス      | ユリア・ソエミアス      | ユリア・ソエミアス      | ユリア・ソエミアス      | ユリア・ソエミアス      |                |                | ユリア・アウィタ            | ユリア・アウィタ            | ユリア・アウィタ            | ユリア・アウィタ            | ユリア・アウィタ            | ユリア・アウィタ            |              |              | カラカラ                | カラカラ                | カラカラ                | カラカラ                | カラカラ                | カラカラ                |            |            | ゲタ                        | ゲタ                        | ゲタ                        | ゲタ                        | ゲタ                        | ゲタ                        |                         |                         | リキニウス・ バルブス     | リキニウス・ バルブス     | リキニウス・ バルブス     | リキニウス・ バルブス     | リキニウス・ バルブス     | リキニウス・ バルブス     |                   |                   | アントニア・ ゴルディアナ | アントニア・ ゴルディアナ | アントニア・ ゴルディアナ | アントニア・ ゴルディアナ | アントニア・ ゴルディアナ | アントニア・ ゴルディアナ |  |  | ゴルディアヌス2世 | ゴルディアヌス2世 | ゴルディアヌス2世 | ゴルディアヌス2世 | ゴルディアヌス2世 | ゴルディアヌス2世 |
|  |  |  |  |                             |                             |                             |                             |                             |                             |        |        |                         |                         |                         |                         |                         |                         |                |                |                             |                             |                             |                             |                             |                             |              |              |                         |                         |                         |                         |                         |                         |            |            |                             |                             |                             |                             |                             |                             |                         |                         |                           |                           |                           |                           |                           |                           |                   |                   |                           |                           |                           |                           |                           |                           |  |  |                   |                   |                   |                   |                   |                   |
|  |  |  |  | アウレリア・ ファウスティナ | アウレリア・ ファウスティナ | アウレリア・ ファウスティナ | アウレリア・ ファウスティナ | アウレリア・ ファウスティナ | アウレリア・ ファウスティナ |        |        | ヘリオガバルス          | ヘリオガバルス          | ヘリオガバルス          | ヘリオガバルス          | ヘリオガバルス          | ヘリオガバルス          |                |                | アレクサンデル・ セウェルス | アレクサンデル・ セウェルス | アレクサンデル・ セウェルス | アレクサンデル・ セウェルス | アレクサンデル・ セウェルス | アレクサンデル・ セウェルス |              |              |                         |                         |                         |                         |                         |                         |            |            |                             |                             |                             |                             |                             |                             |                         |                         |                           |                           |                           |                           | ゴルディアヌス3世         | ゴルディアヌス3世         | ゴルディアヌス3世 | ゴルディアヌス3世 | ゴルディアヌス3世         | ゴルディアヌス3世         |                           |                           |                           |                           |  |  |                   |                   |                   |                   |                   |                   |
|  |  |  |  | アウレリア・ ファウスティナ | アウレリア・ ファウスティナ | アウレリア・ ファウスティナ | アウレリア・ ファウスティナ | アウレリア・ ファウスティナ | アウレリア・ ファウスティナ |        |        | ヘリオガバルス          | ヘリオガバルス          | ヘリオガバルス          | ヘリオガバルス          | ヘリオガバルス          | ヘリオガバルス          |                |                | アレクサンデル・ セウェルス | アレクサンデル・ セウェルス | アレクサンデル・ セウェルス | アレクサンデル・ セウェルス | アレクサンデル・ セウェルス | アレクサンデル・ セウェルス |              |              |                         |                         |                         |                         |                         |                         |            |            |                             |                             |                             |                             |                             |                             |                         |                         |                           |                           |                           |                           | ゴルディアヌス3世         | ゴルディアヌス3世         | ゴルディアヌス3世 | ゴルディアヌス3世 | ゴルディアヌス3世         | ゴルディアヌス3世         |                           |                           |                           |                           |  |  |                   |                   |                   |                   |                   |                   |

## 評価

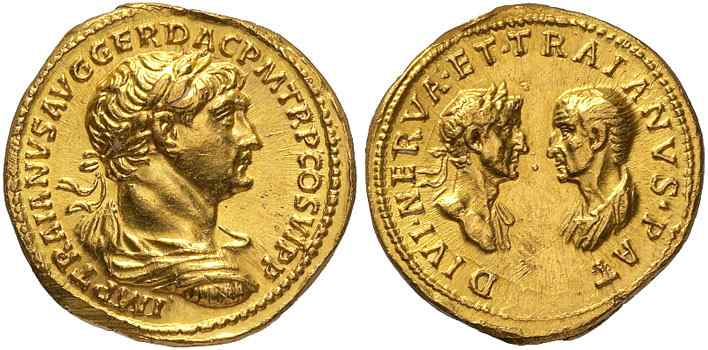
115年に発行された金貨。トラヤヌスの実父と、義父であるネルウァが刻印されている。

ネルウァの事跡については記録が乏しい為に、未だに人生の多くについて不明瞭なままである。その中でネルウァの研究で用いられるのはカッシウス・ディオの『ローマ史』における記録で、同書はネルウァ＝アントニヌス朝の治世が多く含まれる西暦2世紀に執筆された。写本という形で後世に残された『ローマ史』はネルウァの治世を同時代史の一部として記している。また帝政初期を記録した著名な歴史家であるタキトゥスも晩年にネルウァの治世に言及しており、概ね好意的に評価している。これ以外にも断片的に幾つかの記録が残るが、全てネルウァの治世の短さに言及しつつもその内容や方針については詳しく述べていない。
トラヤヌスの指名を結果として良い選択であったとしたカッシウス・ディオの評価は 、エドワード・ギボンによって大衆化された。彼はカッシウスより更に一歩進んで外圧などの情勢を無視して、ネルウァが単に実力だけでトラヤヌスを選んだのであり、その考えは「実力主義の非血統主義を作り出した」という共和主義的な偏った歴史観を持っていた。だがそんなギボンですらネルウァがそもそも指導力に欠いた人物である事は認めざるを得なかった。彼は「ネルウァは穏当な方法で反逆者に接したが、退廃したローマ人に罪悪感を思い出させるのには不十分であった」と述べている。

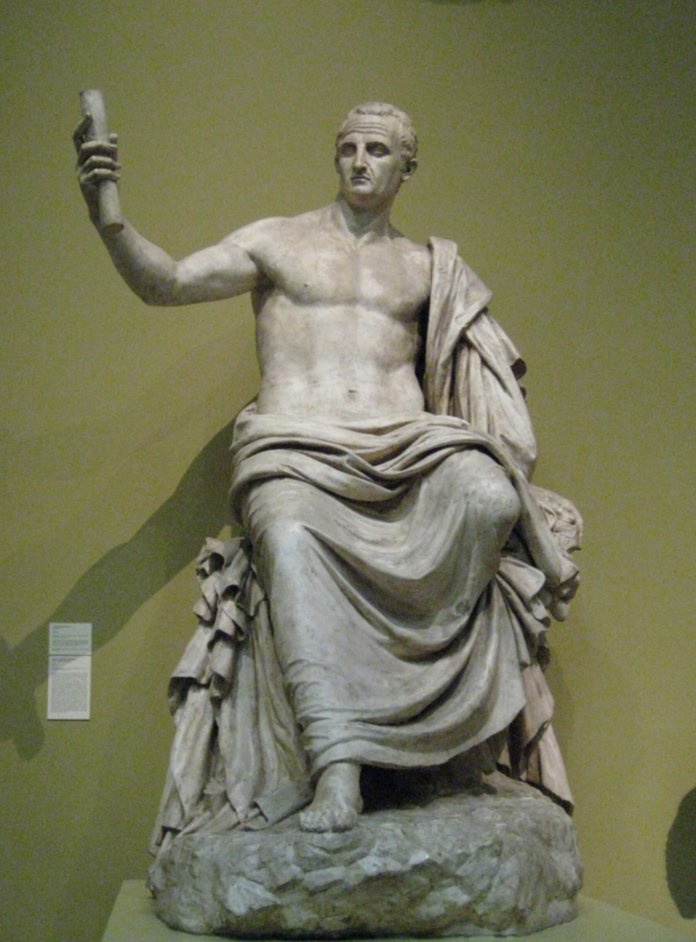
ユピテル・ネルウァ像
（モスクワ、プーシキン美術館）

現代の歴史学者はネルウァを善良で温厚な、しかし弱い皇帝権しか持たなかった無力な皇帝とする意見が主流である。元老院はネルウァが保障した自由と安全を大いに喜んだが、民衆の支持を得る為に行った金のばら撒きと軍への支持取り付け失敗は彼の権威を脆弱な状態に留めた。それは結局の所、自身への反乱と内戦への危機を作り出してしまったのである。カスペリウス・アエリアヌスは帝位の簒奪自体を意図した訳ではなかったが、ネルウァの皇帝としての権威を決定的に失墜させた。そしてネルウァは自身の身を守る為に当初予定していた人物ではなく、トラヤヌスを選ぶ事を実質的に強制されたのである。
ケンブリッジ大学の歴史学教授チャールズ・レスリー・ムルソンは『マルクス・コッケイウス・ネルウァとフラウィウス朝』において、総論から言ってネルウァは皇帝に相応しい人物ではなかったと結論している。:
現在、ネルウァの皇帝即位と治世はフラウィウス朝断絶後の混乱において、新しい王朝に移行するまでの中継ぎ役であったという評価に収まっている。彼が建設した唯一の公共事業である「ネルウァのフォルム」が「フォールム・トランシトリウム」（Forum Transitorium、通過するフォールム）と呼ばれたのは、彼の治世を踏まえれば歴史の皮肉（アイロニー）であろう。とはいえ、トラヤヌスの治世を開く契機を与えた人物としてネルウァの名声は残り、諸説ある出身地の一つであるナルニにはネルウァの銅像が掲げられている。

## 創作作品
- 1951年の映画『クォ・ヴァディス』（Quo Vadis）ではノルマン・ウッドランド（英語版）が演じた。
- 1964年の映画『近衛隊の反乱（英語版）』（Revolt of the Praetorians）ではジュリアーノ・ジェンマが演じた。

## 資料
- Grainger, John D. (2003). Nerva and the Roman Succession Crisis of AD 96?99. London: Routledge. ISBN 0-415-28917-3
- Jones, Brian W. (1992). The Emperor Domitian. London: Routledge. ISBN 0-415-04229-1
- Murison, Charles Leslie (2003). “M. Cocceius Nerva and the Flavians” (subscription required). Transactions of the American Philological Association (University of Western Ontario) 133 (1):  147?157. doi:10.1353/apa.2003.0008.
- Syme, Ronald (1930). “The Imperial Finances under Domitian, Nerva and Trajan”. The Journal of Roman Studies (Society for the Promotion of Roman Studies) 20:  55?70. doi:10.2307/297385.
- Syme, Ronald (1982). “The Marriage of Rubellius Blandus” (subscription required). The American Journal of Philology (The Johns Hopkins University Press) 103 (1):  62?85. doi:10.2307/293964. JSTOR 293964.

## 書籍
- Syme, Ronald (1958). Tacitus. Oxford: Oxford University Press. ISBN 0-19-814327-3
- Syme, Ronald (1983). “Domitian: The Last Years”. Chiron 13:  121?146.

### 主要資料
- Cassius Dio, Roman History Book 68, English translation
- Aurelius Victor (attrib.), Epitome de Caesaribus Chapter 12, English translation

### 副次的資料
- Narnia web links, International links', International links from Narnia.it web site
- Wend, David (1998年). “Nerva (96?98 A.D.)”.  De Imperatoribus Romanis. 2007年8月11日閲覧。

| ネルウァ ネルウァ＝アントニヌス朝 30年1月25日 - 98年11月8日                      |                                           |                                                                                        |
| 公職                                                                             |                                           |                                                                                        |
| 先代 ウェスパシアヌス ティトゥス                                                 | 執政官（同僚執政官ウェスパシアヌス） 71年 | 次代 ウェスパシアヌス ティトゥス                                                       |
| 先代 ティトゥス・アウレリウス・フラウィウス マルクス・アシニウス・アトラティヌス | 執政官（同僚執政官ドミティアヌス） 90年   | 次代 マニウス・アクリウス・グラブリオ トラヤヌス                                       |
| 先代 なし                                                                        | 五賢帝 96年 - 180年                       | 次代 トラヤヌス                                                                        |
| 先代 なし                                                                        | ネルウァ＝アントニヌス朝 96年 - 192年     | 次代 トラヤヌス                                                                        |
| 先代 なし                                                                        | ウルピウス朝 96年 - 138年                 | 次代 トラヤヌス                                                                        |
| 先代 ドミティアヌス                                                              | ローマ皇帝 96年 - 98年                    | 次代 トラヤヌス                                                                        |
| 先代 ガイウス・マンリウス・ウァレンス ガイウス・アンティスティウス・ウェトゥス   | 執政官 97年 - 98年                        | 次代 アウルス・コルネリウス・パルマ・フロンティアヌス クィントゥス・ソシウス・セネキオ |